# Нераида (дем Пили)
Вижте пояснителната страница за други значения на Нераида.
Нераида или Минина (на гръцки: Νεράιδα) е село в Пинд, дем Пили на област Тесалия. През 2011 година в Нераида са регистрирани само 78 души. Нераида се намира на югоизточните склонове на Дзумерка.